# Craspedosis mirandina
Craspedosis mirandina là một loài bướm đêm trong họ Geometridae.